# Dothenia hansoni
Dothenia hansoni là một loài tò vò trong họ Ichneumonidae.